# Deiopite
Deiopite è un personaggio della mitologia greca.

## Mitologia
Nell'Iliade compare infatti solo una volta, nel Libro XI.
Eroe troiano, combatté nelle file dell'esercito impegnato alla difesa delle mura della città di Troia durante il lungo assedio.
Fu assassinato dal forte eroe acheo Ulisse.
(Iliade, libro XI)